# لشکر یکم زرهی (رومانی)
لشکر یکم زرهی (به آلمانی: Divizia 1 Blindată) یک لشکر زرهی در نیروی زمینی رومانی در دوره جنگ جهانی دوم بود که در ماه آوریل سال ۱۹۴۱ تشکیل شد و در جبهه شرقی به نبرد پرداخت. این یگان با اشغال رومانی توسط شوروی در ماه اوت سال ۱۹۴۴، منهدم و ماه اکتبر همان سال، پس از امضای پیمان صلح، منحل شد.

## تشکیل
لشکر یکم زرهی با ارتقا و گسترش تیپ ۱ زرهی رومانی، روز ۱۷ آوریل سال ۱۹۴۱ تشکیل شد. این لشکر نخستین یگان از نوع خود در نیروی زمینی رومانی بود و تا حدود زیادی بر پایه دکترین ورماخت، نیروهای مسلح رایش سوم، قرار داشت. مشاورین نظامی نیروی زمینی آلمان در بنیان نهادن لشکر یکم زرهی رومانی یاری‌رسان بودند؛ از این رو این لشکر به شکل محاوره‌ای «لشکر پنتسر»، عنوان منسوب به لشکرهای زرهی آلمان، نامیده می‌شد.

## ساختار
لشکر یکم زرهی رومانی از دو هنگ زرهی متشکل بود. یکی از هنگ‌ها با تانک‌های آر-۲ ساخت چکسلواکی و دیگری با تانک‌های آر-۳۵ ساخت فرانسه تجهیز شدند. هر هنگ دو گردان زرهی و هر گردان سه گروهان تانک و یک گروهان تعمیرات داشتند. دو هنگ موتوریزه بخش پیاده‌نظام لشکر را تشکیل می‌دادند. یک هنگ موتوریزه توپخانه نیز در لشکر وجود داشت. در کنار این زیر یگان‌های اصلی، آرایش‌های مختلف پشتیبانی دیگری شامل یک گردان مهندسی و یک گروه شناسایی، نیز به لشکر متصل بودند. هیچ یگان مستقل ضدتانک و ضدهوایی برای این لشکر تعریف نشده بود. لشکر یکم زرهی رومانی مجموعاً ۱۳ هزار نفر نیرو داشت.

## تجهیزات
بر اساس نمودار رسمی سازمانی، لشکر یکم زرهی رومانی در بخش پیاده‌نظام ۳۱۸ مسلسل، ۴۰ خمپاره‌انداز (۱۲ با کالیبر ۱۲۰ میلی‌متر، سنگین‌ترین توپ در دسترس) و ۱۷ شعله‌افکن داشت. با توجه به تعداد بیشتر تانک‌های آر-۲ نسبت به تانک‌های آر-۳۵ در اختیار رومانی، گروهان‌های هنگ ۱ هر یک دارای ۱۵ تانک (مجموعا ۱۲۶ تانک) بودند اما گروهان‌های هنگ ۲ هر یک تنها ۹ تانک (مجموعا ۷۵ تانک) داشتند. تعداد حدود ۲۰۰ تانک خط مقدم در این لشکر مشابه لشکرهای زرهی آلمانی بود. از ۷۶ تانک قدیمی‌تر اف‌تی۱۷ نیز برای آموزش و شناسایی استفاده می‌شد. هر هنگ زرهی ۴ توپ ضدتانک ۴۷ میلی‌متری و ۱۰ مسلسل ضدهوایی ۱۳٫۲ میلی‌متری داشت. تسلیحات هنگ توپخانه مجموعاً تنها ۳۶ قبضه توپ شامل ۱۲ توپ ۱۰۵ میلی‌متری ساخت چکسلواکی، بود.

## فرماندهان
- سرتیپ نیکولائه اسکارلات استوئنسکو
- سرتیپ ایوان سیون
- سرلشکر رادو گرگه
- سرلشکر نیکولائه اسکارلات استوئنسکو
- سرتیپ رادو کورنه

## کتابشناسی
- Trigg, Jonathan (2013). Death On On The Don: The Destruction Of Germany’s Allies On The Eastern Front, 1941-44. The History Press. ISBN 978-0-7509-5189-0.